# Bodianus anthioides
Bodianus anthioides är en fiskart som först beskrevs av Bennett 1832.  Bodianus anthioides ingår i släktet Bodianus och familjen läppfiskar. IUCN kategoriserar arten globalt som livskraftig. Inga underarter finns listade.

## Bildgalleri

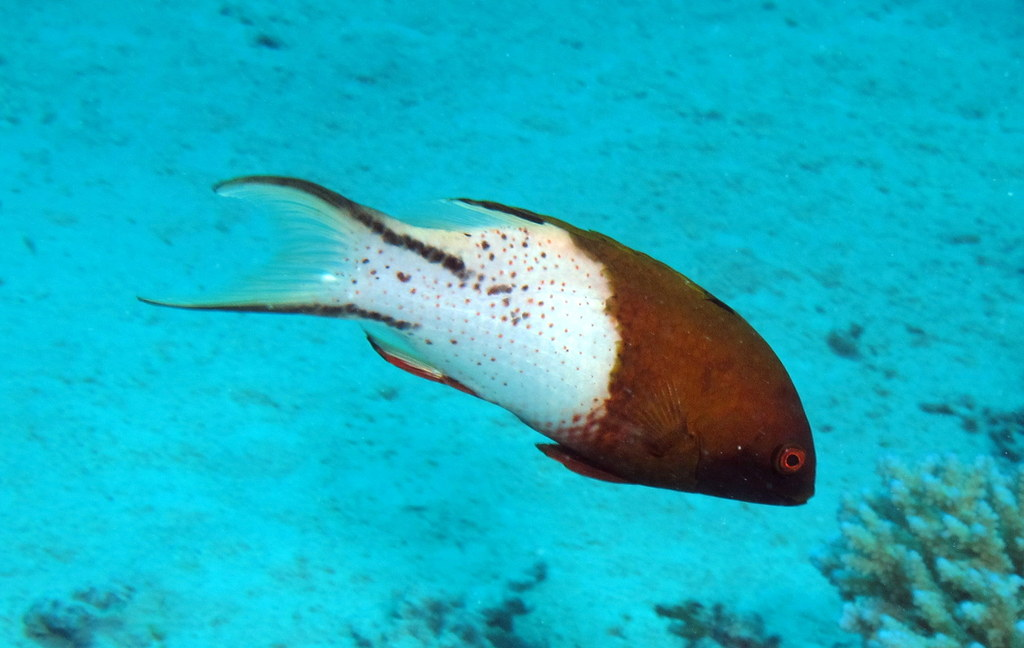
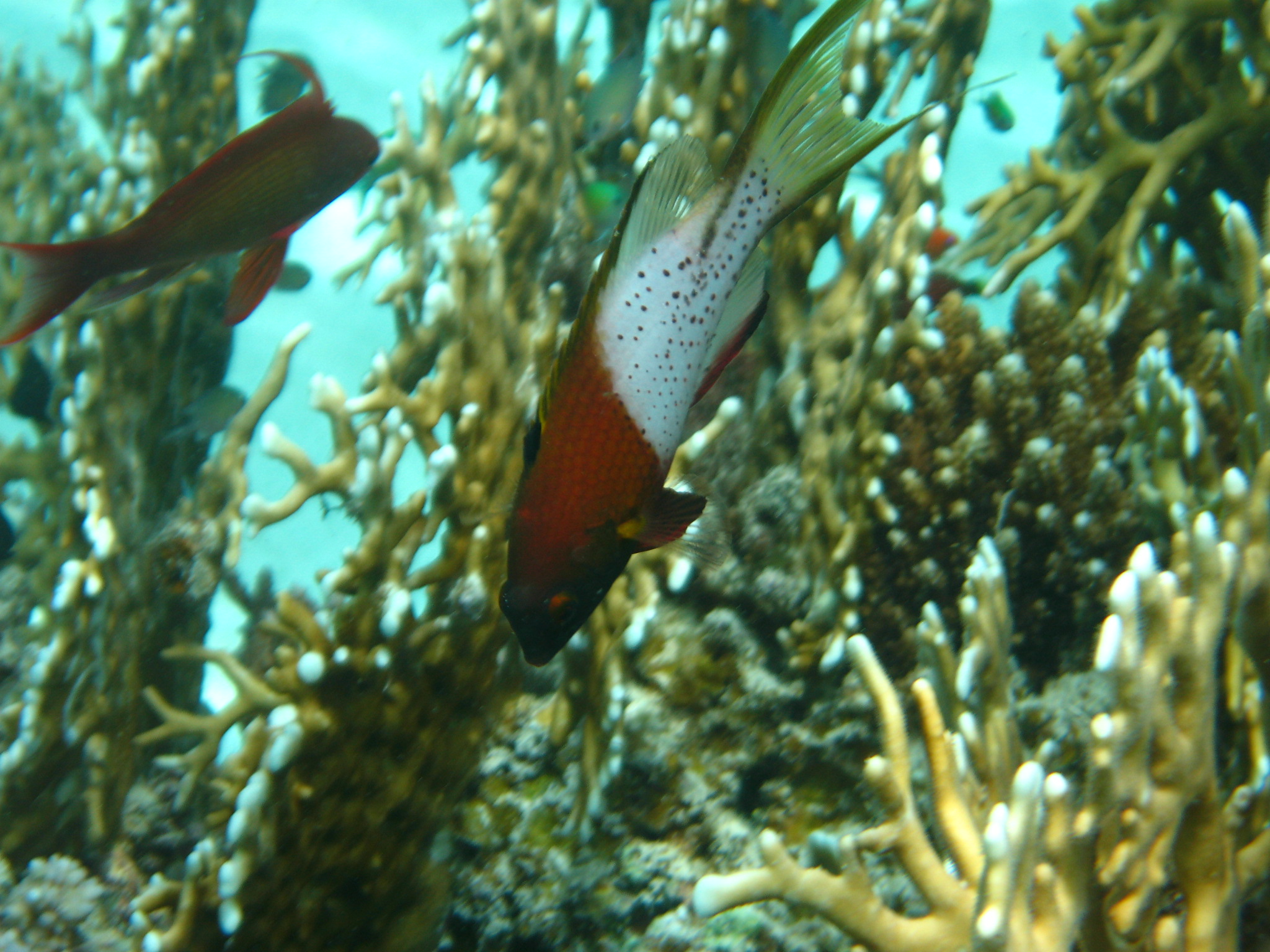